# Ф. Швабе
Ф. Швабе — московская фирма, затем — торговый дом, позднее — акционерное общество Российской империи.
Фирма была организована в Москве выходцем из Германии Теодором (Фёдором Борисовичем) Швабе (Schwabe; 04.12.1813, Цербст — 18.12.1880, Берлин), в виде небольшого магазина, с продажей очков, пенсне и других мелких оптических принадлежностей, полученных из-за границы. Позже была открыта мастерская для ремонта и изготовления оптических и физических приборов. В первые годы магазин и мастерская размещались в Мясницкой части, 2-й квартал, в доме Шиловского (№ 121), затем заведение переезжает в доходный дом князя М. Н. Голицына на углу Большой Лубянки и Кузнецкого моста. Мастерская фирмы помещалась во дворе дома.
Фирма занималась продажей как импортных, так и собственного производства учебных пособий и различных физических приборов.
Начиная с 1850-х годов Альберт Иванович Гамбургер, вернувшись в Россию, организовывает на фирме «Ф. Швабе» первое в России производство стеклянных аквариумов. В течение 20 лет было изготовлено около 400 аквариумов, за что фирма получила около 12 наград и медалей. С 1858 года аквариумы А. И. Гамбургера «Ф. Швабе» экспонировались на выставках Императорского общества садоводства в Санкт-Петербурге. В 1884 году фирма преподнесла 200-литровый аквариум наследнику императорского престола великому князю Николаю Александровичу (будущему Императору Николаю II), за что государь пожаловал А. И. Гамбургера перстнем с рубином и бриллиантами, а сам аквариум занял достойное место в личном кабинете Его Императорского Высочества в Царскосельском дворце.
Самые большие уникальной конструкции аквариумы были изготовлены для графа Уварова, выставки Российского общества садоводства в Москве и зимнего сада особняка Полуэктова.
В 1873 году предприятие преобразовано в Торговый дом «Ф. Швабе». Учредителями торгового дома были Фёдор Борисович Швабе и Альберт Иванович Гамбургер. После смерти Фёдора Швабе в 1880 году А. И. Гамбургер возглавил компанию. При нём торговый дом из мелкого (22 человека — владелец, 2 мастера, 15 рабочих, 4 ученика — в 1871 году) превратился в достаточно крупное по тем временам предприятие (139 работников в 1897 году). В 1884 году «Ф. Швабе» было пожаловано звание «Поставщика Двора Его Императорского Величества». В 1908 году торговый дом открыл самое крупное в стране производство геодезических инструментов в специально построенном пятиэтажном фабричном здании в Сокольниках на Стромынке. В 1912 году торговый дом «Ф. Швабе» преобразуется в акционерное общество.
В августе 1916 года на основании постановления «Комитета для борьбы с немецким засильем» было принято постановление Совета Министров о ликвидации АО «Ф. Швабе» и назначении Особого Правления по делам АО «Ф. Швабе», которое в начале 1917 года выставило предприятие на продажу. 31 августа того же года был утверждён устав нового АО «Геофизика» (бывшее «Ф. Швабе») с основным капиталом 2 500 000 рублей, разделённых на 25 000 акций по 100 руб. каждая. Однако Акционерное общество «Геофизика» просуществовало недолго. Начавшаяся Гражданская война, вызванная Октябрьской революцией, остановила фабричное производство. В конце 1919 года «Геофизика» была национализирована (ныне: ОАО «НПО „Геофизика-НВ“» и АО «НПП „Геофизика-Космос“»).